# Mark Chao
Mark Chao (chinesisch 趙又廷 / 赵又廷, Pinyin Zhào Yòutíng, W.-G. Chao Yu-t’ing; * 25. September 1984 in Taipei) ist ein taiwanisch-kanadischer Schauspieler und Model. Er hatte sein Schauspieldebüt in der TV-Serie Black & White (2009), wofür er den Golden Bell Award als bester Schauspieler gewann. Danach hatte er Rollen in Monga – Gangs of Taipeh (2010), Caught in the Web (2012), So Young (2013), Detective Dee und der Fluch des Seeungeheuers (2013), Die Chroniken des Geistertempels (2015) und der Serie Eternal Love (2017).

## Leben und Karriere
Chao ist der Sohn des Schauspielers und Fernsehmoderators Allen Chao. Er studierte an der University of Victoria in Kanada, die er in Soziologie und Wirtschaftswissenschaft abschloss.
Mark Chao debütierte in der Fernsehserie Black & White (2009) als Polizist. Diese Rolle brachte ihm den Best-Actor-Preis bei den Golden Bell Awards ein. Im Folgejahr trat Chao im Gangsterfilm Monga – Gangs of Taipeh in Erscheinung, der eine der erfolgreichsten taiwanischen Filmproduktionen wurde. Chao erhielt dafür den Preis als bester Newcomer bei den Asian Film Awards.
Mit den folgenden Filmen wurde Chao auch in der Volksrepublik China bekannter. Love (2012), der nächste Film des Monga-Regisseurs Doze Niu, war der bis dahin erfolgreichste taiwanische Film auf dem Festland. Neben diesem spielte Chao auch in First Time an der Seite von Angelababy und 2012 in einem Black-&-White-Prequel. Außerdem war er in Caught in the Web von Chen Kaige zu sehen, einer bei Publikum wie Kritikern erfolgreichen Produktion. Erneut wurde er dafür als bester Schauspieler ausgezeichnet, bei den Huabiao Awards in der Kategorie für Hong Kong und Taiwan.
Es folgte eine Rolle in Zhao Weis Regiedebüt So Young (2013). Im selben Jahr übernahm er von Andy Lau die Rolle des Di Renjie im Film Detective Dee und der Fluch des Seeungeheuers, dem Prequel zum ersten Film von 2011, von Tsui Hark. Auch in Black & White: The Dawn of Justice war Chao 2014 ein weiteres Mal in seiner altbekannten Rolle zu sehen. Bei den 16. Huading Awards wurde er dafür einmal mehr als bester Schauspieler ausgezeichnet.
In Die Chroniken des Geistertempels (2015), einer Verfilmung der chinesischen Bestsellerbuchreihe Ghost Blows Out the Light, erhielt Mark Chao eine weitere Hauptrolle. Der Film von Regisseur Lu Chuan war ein Erfolg an den Kinokassen, stand jedoch wegen mangelnder Buchtreue unter Kritik. Im Folgejahr stand Chao für den chinesisch-französischen Film The Warriors Gate von Matthias Hoene vor der Kamera. Erst 2017 kehrte der Schauspieler nach acht Jahren wieder ins Fernsehen zurück, in der Serie Eternal Love (2017). Chaos Popularität stieg im Zusammenhang mit der Serie stark an. Eine weitere Rolle hatte er im Film Till the End of the World, der teilweise in Antarktika gedreht wurde.

## Persönliches
Seit 2014 ist Chao mit der chinesischen Schauspielerin Gao Yuanyuan verheiratet. Sie waren sich bei den Dreharbeiten zu Caught in the Web begegnet.
Er ist gut befreundet mit seinem Detective-Dee-Kostar Lin Gengxin.

## Filmografie (Auswahl)

### Filme
- 2010: Monga – Gangs of Taipeh (艋舺)
- 2012: Love (愛)
- 2012: First Time (第一次)
- 2012: Black & White Episode I: The Dawn of Assault (痞子英雄首部曲:全面開戰)
- 2012: Caught in the Web (搜索)
- 2013: So Young (致我們終將逝去的青春)
- 2013: Detective Dee und der Fluch des Seeungeheuers (狄仁傑之神都龍王)
- 2014: Black & White: The Dawn of Justice (痞子英雄之黎明升起)
- 2015: Die Chroniken des Geistertempels (九層妖塔)
- 2016: The Warriors Gate (勇士之門)
- 2017: Till the End of World (南極絕戀)
- 2018: Detective Dee und die Legende der vier himmlischen Könige (狄仁傑之四大天王)
- 2019: Saturday Fiction (蘭心大劇院 Lánxīn dà jùyuàn)
- 2020: Qingyaji (晴雅集)

### Fernsehen
- 2009: Black & White (痞子英雄)
- 2017: Eternal Love (三生三世十里桃花)
- 2017: Midnight Food Store (深夜食堂) – Cameoauftritt
- 2020: Pingfan de rongyao (平凡的榮耀)

## Auszeichnungen (Auswahl)
| Jahr | Auszeichnung/Anlass                | Kategorie                                | Werk                               | Ergebnis  |
| ---- | ---------------------------------- | ---------------------------------------- | ---------------------------------- | --------- |
| 2009 | Golden Bell Awards                 | bester Schauspieler                      | Black & White                      | Gewonnen  |
| 2010 | Shanghai Television Festival       | bester Schauspieler                      | Black & White                      | Nominiert |
| 2010 | Taipei Film Festival               | bester Schauspieler                      | Monga – Gangs of Taipeh            | Nominiert |
| 2010 | Asia-Pacific Film Festival         | bester Schauspieler                      | Monga – Gangs of Taipeh            | Nominiert |
| 2010 | Asian Film Award                   | bester Newcomer                          | Monga – Gangs of Taipeh            | Gewonnen  |
| 2011 | Chinese Film Media Awards          | bester Newcomer                          | Monga – Gangs of Taipeh            | Nominiert |
| 2013 | Huabiao Awards                     | hervorragender chinesischer Schauspieler | Caught in the Web                  | Gewonnen  |
| 2014 | China Film Director’s Guild Awards | bester Schauspieler                      | So Young                           | Nominiert |
| 2014 | Asian Film Award                   | bester Nebendarsteller                   | So Young                           | Nominiert |
| 2015 | Huading Awards                     | bester Schauspieler                      | Black & White: The Dawn of Justice | Gewonnen  |
| 2015 | Chinese Film Media Awards          | meisterwarteter Schauspieler             | Black & White: The Dawn of Justice | Nominiert |
| 2015 | China Image Film Festival          | bester Schauspieler                      | Chronicles of the Ghostly Tribe    | Gewonnen  |
| 2017 | China Quality TV Drama Awards      | Outstanding Performance Star of the Year | Eternal Love                       | Gewonnen  |
| 2017 | Shanghai Television Festival       | bester Schauspieler                      | Eternal Love                       | Nominiert |

## Belege
1. ↑  Q&A: Mark Chao Yu-ting. In: SCMP.com. 10. April 2010, abgerufen am 9. August 2017.
2. ↑  Jonathan Landreth: ‘Uncle Boonmee’ Wins Best Film at Asian Film Awards. In: HollywoodReporter.com. 21. März 2011, abgerufen am 9. August 2017.
3. ↑  George Chun Han Wang: No Signs of Slowing Down: The Renaissance of Taiwanese Cinema. Hawaii International Film Festival, archiviert vom Original (nicht mehr online verfügbar) am 17. August 2016; abgerufen am 9. August 2017.
4. ↑  Martin Li: Mark Chao to dominate screens. In: SZDaily.com. 8. Juni 2012, abgerufen am 9. August 2017.
5. ↑  Clare Pennington: China, Framed by the Cinema and the Web. In: The New York Times. 14. September 2012, S. AR14 (nytimes.com [abgerufen am 9. August 2017]).
6. ↑  “Human flesh search” film renews discussion of Internet vigilantism. In: GlobalTimes.cn. 27. Juli 2012, abgerufen am 9. August 2017.
7. 1 2  Chinese film honors its excellence. In: CCTV.com. 27. Dezember 2013, archiviert vom Original (nicht mehr online verfügbar) am 12. April 2017; abgerufen am 9. August 2017.
8. ↑  Oh Ing Yeen: Angelababy and Mark Chao make a Dee-lightful couple. In: The Star Online. 29. September 2013, archiviert vom Original (nicht mehr online verfügbar) am 12. Oktober 2017; abgerufen am 9. August 2017 (englisch).
9. ↑  Jocelyn Lee: Taiwanese-Canadian actor Mark Chao stabbed filming fight scene. In: AsiaOne.com. 3. Oktober 2014, abgerufen am 9. August 2017.
10. 1 2  ‘Dearest’ wins big at 16th Huading Awards. In: China.org.cn. 2. Juni 2015, abgerufen am 9. August 2017.
11. ↑  Zhang Rui: Tomb raid novel turned into blockbuster. In: China.org.cn. 15. Dezember 2015, archiviert vom Original (nicht mehr online verfügbar) am 31. Oktober 2017; abgerufen am 9. August 2017.  Info: Der Archivlink wurde automatisch eingesetzt und noch nicht geprüft. Bitte prüfe Original- und Archivlink gemäß Anleitung und entferne dann diesen Hinweis.
12. ↑  Mark Chao promotes an Upcoming Chinese-French film. In: CRI English. 16. November 2016, abgerufen am 9. August 2017.
13. ↑  Mark Chao’s Popularity Rises Again, Waiting for $800 Million Movie Deals. In: JayneStars. 3. März 2017, abgerufen am 9. August 2017.
14. ↑  Foong Woei Wan: Lose yourself in the labyrinth of Chinese fantasy epic Eternal Love. In: StraitsTimes.com. 12. April 2017, abgerufen am 9. August 2017.
15. ↑  Romantic Movie Till the End of the World Shot in Antarctic. In: Beijing Tourism. 9. Dezember 2015, abgerufen am 9. August 2017.
16. ↑  “National Godess” Gao Yuanyuan married to Taiwanese Actor Mark Zhao. In: Sina English. 6. Juni 2014, abgerufen am 9. August 2017.
17. ↑  Real and reel bromance between Mark Chao and Lin Gengxin. In: Toggle.sg. 3. Oktober 2014, archiviert vom Original (nicht mehr online verfügbar) am 17. August 2017; abgerufen am 9. August 2017.  Info: Der Archivlink wurde automatisch eingesetzt und noch nicht geprüft. Bitte prüfe Original- und Archivlink gemäß Anleitung und entferne dann diesen Hinweis.
18. ↑  Golden Bell Awards (2009). In: YesAsia.com. Abgerufen am 9. August 2017.
19. ↑  Goh Wen Xuan: Surprise win at Taipei Awards 2010. In: Cinema.com.my. 20. Juli 2010, abgerufen am 9. August 2017.
20. ↑  Clifford Coonan: Asian Film Awards fete ‘Uncle’. In: Variety.com. Abgerufen am 9. August 2017.
21. ↑  Asian Film Awards (2014). In: YesAsia.com. Abgerufen am 9. August 2017.
22. ↑  欧洲万像国际电影节颁发20奖项. In: China.com.cn. 23. Dezember 2015, archiviert vom Original (nicht mehr online verfügbar) am 20. Dezember 2017; abgerufen am 9. August 2017 (chinesisch).  Info: Der Archivlink wurde automatisch eingesetzt und noch nicht geprüft. Bitte prüfe Original- und Archivlink gemäß Anleitung und entferne dann diesen Hinweis.
23. ↑  Nancy Z: Mark Chao, Tiffany Tang, EXO’s Lay, Yang Yang win at China Quality TV Drama Awards. In: DramaFever. 10. März 2017, ehemals im Original (nicht mehr online verfügbar); abgerufen am 9. August 2017. (Seite nicht mehr abrufbar. Suche in Webarchiven)
24. ↑  23届上海电视节入围名单公布 《欢乐颂》获八项提名. In: ent.ifeng.com. 24. Mai 2017, abgerufen am 9. August 2017 (chinesisch).

| Personendaten    | Personendaten |
| ---------------- | --- |
| NAME             | Chao, Mark |
| ALTERNATIVNAMEN  | Zhào, Yòutíng (Pinyin); Chao, Yu-t’ing (Wade-Giles); Ziu6, Jau6ting4 (Jyutping); 趙又廷 (chinesisch, Langzeichen); 赵又廷 (chinesisch, Kurzzeichen) |
| KURZBESCHREIBUNG | taiwanisch-kanadischer Schauspieler und Model |
| GEBURTSDATUM     | 25. September 1984 |
| GEBURTSORT       | Taipei |